# Little Britain
Little Britain är en brittisk humor- och satirserie av och med komikerparet Matt Lucas och David Walliams.
Programmet började sändas 2001 som radioshow på BBC Radio 4 i Storbritannien. År 2003 visades för första gången Little Britain som tv-serie. Debuten skedde i den då digitala tv-kanalen BBC Three. Efter att ha fått de högsta tittarsiffrorna i kanalens historia repriserades den i BBC Two och säsong 2 flyttades till BBC One. Även en tredje säsong har gjorts för BBC One.
Serien har blivit enormt populär i Storbritannien och vunnit flera priser, bland annat British Comedy Award för bästa komediserie 2004. Dessutom sänds den i USA, Kanada, Irland, Australien, Norge, Finland, Nederländerna och Nya Zeeland. I Sverige sändes säsong 1 i SVT1 våren 2005, säsong 2 våren 2006 och säsong 3 visades våren 2007. Alla säsonger finns även på DVD.

## Rollfigurer i urval
- Rullstolsburne (?) Andy Pipkin som utnyttjar sin dumsnälle och tålmodige assistent Lou Todd. Andy ser väldigt trög ut, lågbegåvad och bryr sig inte så mycket om sin assistents känslor. Dock citerar Lou ett flertal gånger de mest intelligenta saker som Andy vid något tillfälle har sagt. Andy har tre älsklingsfraser. De är: "I want that one","I don't like it" och "Yeah, I know". Andy älskar Jesusbarnet och monstertrucks.

- Emily Howard, en föga övertygande transvestit. Hans riktiga namn är Eddie Howard. Han har en transvestitvän i säsong 2 och 3 som heter Florence. Emily har ett favorituttryck: "I'm a lady".

- Ray McCooney, en excentrisk skotsk hotellägare. Tycker om att berätta sagor och spelar ofta på sin blockflöjt. Ray var endast med i säsong 1.

- Daffyd Thomas, bor i en by i Wales, och är (enligt honom själv) den ende bögen i byn, trots att han verkar ogilla homosexuella mest av alla. Han har en kompis på en bar som heter Myfanvy som visar sig vara lesbisk. Daffyds favoritdryck är "Bacardi och Cola". Daffyd har älsklingsfrasen: "I'm the only gay in the village".

- Dame Sally Markham, en mycket dålig författare. Hon har en assistent som tålmodigt skriver det hon säger.

- Vicky Pollard, en tonåring som pratar väldigt fort och med extremt mycket slang. Hon strular ofta till det och har alltid dåliga ursäkter. Hon är mor till nio barn! Börjar nästan varje mening med:"Yeah but, no but, yeah but...".

- Sebastian Love, premiärministerns homosexuelle adjutant, som är kär i sin betydelsefulla arbetsgivare. Han blir ofta svartsjuk på premiärministern när denne umgås med sin fru och andra män. Sebastian har en favoritinledning: "Whatever...".

- Bubbles DeVere, har tillbringat månader på spa utan att betala. Hon "strippar" inför ägaren av spaet bara för att slippa räkningen (hon är väldigt överviktig). Hon får en fiende i säsong 3 som är betydligt tjockare än vad hon är. Bubbles har tre älsklingsfraser: "Hello darling". "Call me Bubbles - everybody does" och "Champagne! Champagne for everyone!".

- Marjorie Dawes, leder bantningsgruppen Fat Fighters. Hon är väldigt elak och förnedrar ständigt sina deltagare. Särskilt en medlem som heter Meera som är ifrån Indien. Marjorie påstår att hon aldrig förstår vad Meera säger på grund av sin indiska dialekt. Marjorie själv är överviktig och tjuväter. Ett av hennes bantningsknep är damm, "dussst".

- Dennis Waterman, en mycket kortväxt man som söker jobb på olika teatrar hos talangscouten Roy. Dennis vill vara med i en musikal som han själv har skrivit musiken i. Han brukar sjunga men har väldigt dåliga texter.

- Anne, en patient på ett psyksjukhus. Hon har en man som tar hand om henne som heter dr. Lawrence. Anne gör ofta de konstigaste saker och pratar aldrig med ord förutom när hon pratar med någon via telefon då hon är helt normal. Vrålar ofta " Ehh Ehh Eeehhhhh!". Hon är också lite småkär i dr. Lawrences kollega.

- Judy och Maggie, två konservativa damer som oftast provsmakar bakelser. De som har gjort bakelserna är antingen en invandrare, hemlös, homosexuell eller liknande individ och varenda gång Maggie hör vem som har gjort bakelsen så kräks hon på de mest spektakulära sätten.

- Harvey och Jane, ett par som förbereder sig inför sitt bröllop. Harvey blir fortfarande ammad av sin mamma vilket gör att personer i omgivningen blir chockade. Han säger bara "Bitty" när han vill bli ammad. Var med i säsong 2 och i Little Britain USA.

- Carol Beer, en kvinna som jobbar på banken. Hon är väldigt uttråkad och pratar med sin dator på kontoret när folk frågar efter lån av pengar. Hon svarar alltid "Computer says no ( datorn säger nej )" och hostar på personen/personerna. I säsong tre startar hon en resefirma (då hon en endaste gång säger "Computer says... yes!?" ...varvid resenären hostar Carol i ansiktet.) I Little Britain USA jobbar hon som receptionist på ett sjukhus.

Little Britain har fått en avknoppning i serien Little Britain USA.